# تیتانیوم تی آی الی
آلیاژهای تیتانیوم، رده‌ای از آلیاژهای سبک هستند که عنصر اصلی سازنده آن‌ها تیتانیوم است. این رده از آلیاژها علاوه بر استحکام کششی و چقرمگی بالا (حتی در دماهای زیاد)، از مقاومت به خوردگی و خزش بی نظیری نیز برخوردارند. تیتانیوم Ti-6AL-4V ELI یا Grade 23 یکی از آلیاژهای تیتانیوم می‌باشد که در زمینه زیست پزشکی (بیومدیکال) به وفور بکار گرفته می‌شود. ترکیبی از وزن کم، پایدرای و مقاومت به خوردگی، تیتانیوم Ti-6AL-4V ELI را فلزی کامل برای وسایل پزشکی و ایمپلنت ساخته است. Ti-6AL-4V ELI عمدتاً برپایه تیتانیوم بوده و آلومینیم و وانادیوم، دیگر ترکیبات شیمیایی اصلی آن می‌باشند. مقدار اکسیژن در ساختار تیتانیوم، گرید و استحکام تیتانیوم را تعیین می‌کند. مشخصه استاندارد برای Grade 23 شامل AMS 4907, AMS 4930, Mil-T 9047 و بیشتر می‌باشد.شمش اولیه تیتانیوم در شکل نشان داده شده‌است.

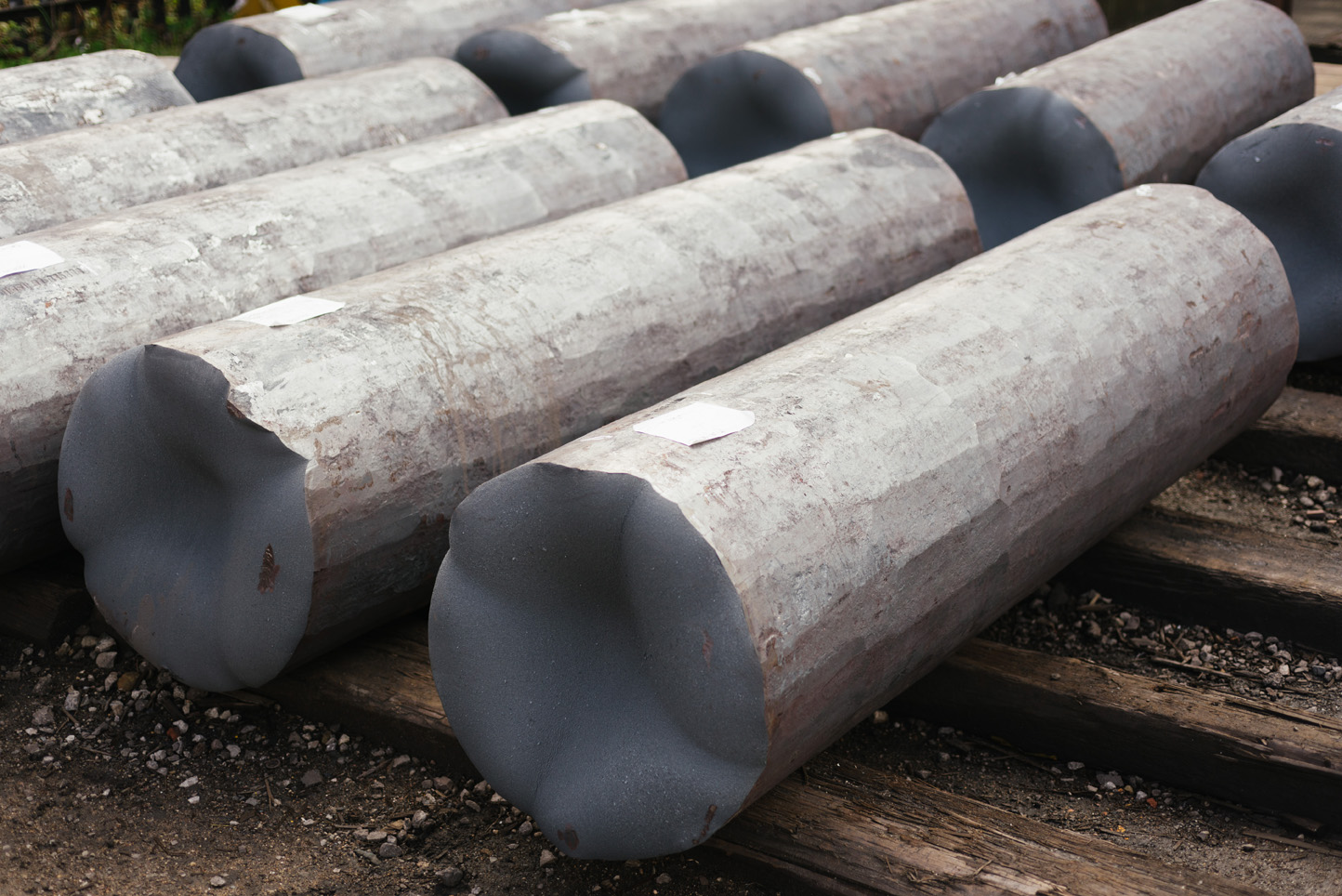
این یک شمش تیتانیوم ای ال آی (ELI) می‌باشد که با توجه به مصرف مورد نیاز استفاده می‌شود.

## مشخصات استاندارد
مشخصات تیتانیوم Ti 6Al-4V ELI در جدول ذیل آورده شده‌است.
| AMS 4931   | AMS 4930   | AMS 4907   |
| ASTM B 348 | AMS 6932   | AMS T 4956 |
|            | MIL-T 9047 | ASTM F 136 |

## ترکیب شیمیایی تیتانیوم Ti-6AL-4V ELI
ترکیب شیمیایی تیتانیوم Ti-6AL-4V ELI در جدول ذیل آورده شده‌است.
| .Max       | Min. | Name             |
| ---------- | ---- | ---------------- |
| 6.5        | 5.5  | Al               |
| 4.5        | 3.5  | V                |
| Max 0.25   | __   | Fe               |
| Max 0.13   | __   | O                |
| Max 0.08   | __   | C                |
| Max 0.03   | __   | N                |
| Max 0.0125 | __   | H                |
| Max 0.005  | __   | Y                |
| Balance    | __   | Ti               |
| Max 0. 1   | __   | Remainder, each  |
| Max 0. 4   | __   | Remainder, total |

## خواص فیزیکی
خواص فیزیکی تیتانیوم Ti-6AL-4V ELI در جدول زیر آورده شده‌است.
| خواص             | واحد                                        |
| ---------------- | ------------------------------------------- |
| سختی             | HRC 39 max, typical HRC 32-34               |
| چگالی            | 0.161lbs/cubic Inch                         |
| مدول الاستیسیته  | 16.3msi                                     |
| ضریب انبساط طولی | 5.11microInch/Inch/degree F from RT to 600F |

## ماشینکاری
Ti 6Al-4V ELI دارای نرخ ماشینکاری 22% می‌باشد (برمبنای AISI B1112) . توصیه می‌شود از سرعت ماشینکاری پایین، نرخ پیشروی سنگین و مقدار فراوان روانکار استفاده شود. برای جلوگیری از آلودگی از بکاربردن رونکار کلر دار اجتناب شود.

## جوشکاری
Ti 6Al-4V ELI دارای جوش‌پذیری خوب و بالاتر از تیتانیوم گرید Ti 6Al-4v می‌باشد. از گاز محافظ بایستی استفاده شود و علاوه بر آن، انجام از فرایند پس گرم استفاده شود و زمان جوشکاری ذوبی بروی Ti 6Al-4V ELI استفاده از فیلرجوش پیشنهاد می‌شود.

## شکل دهی
داشتن ویژگی کمی بهتر شکل‌دهی و افزایش شکل‌پذیری نسبت به تیتانیوم Ti 6Al-4v و علاوه بر آن، بهبود شکل‌پذیری در دمای پایین و یکی از دلایل اصلی برای انتخاب این گرید می‌باشد. با این حال، به‌طور کلی فرم‌پذیری هنوز هم برای تیتانیوم Ti 6Al-4V ELI دشوار است.

## مقاومت به خوردگی
به‌طور کلی، مقاومت در برابر خوردگی برای تیتانیوم Ti 6Al-4V ELI بسیار عالی است. اگر چه، این آلیاژ گاهی اوقات مستعد رشد ترک به وسیلهٔ تنش خوردگی نمک داغ بوده اما با انتخاب فرایند مناسب، این خطر را می‌توان به حداقل رساند.

## عملیات حرارتی
تیتانیوم Ti 6Al-4V ELI نمایانگر قابلیت سختی‌پذیری محدود می‌باشد، بنابراین اغلب عملیات حرارتی در شرایط آنیل شده، استفاده می‌شود. خواص کششی بالاتر می‌تواند به وسیلهٔ عملیات حرارتی محلول بدنبال پیری بدست می‌آید. برای اهداف کلی از Mill Aneal (MA) برای انیل کردن 6-4 تیتانیوم ELI استفاده می‌شود. این روش برای تمامی محصولات Mill می‌باشد. توجه داشته باشید که این روش یک آنیل کامل نیست، با این حال، ممکن است که کار سرد و گرم در محصولات سنگین وجود داشته باشد. همچنین آنیل دوگانه و آنیل سه‌گانه برای بهبود مقاومت به خزش و آنیل تبلور مجدد (RA) و آنیل بتا (BA) به منظور بهبود چقرمگی شکست استفاده می‌شود. در نهایت، آنیل بتا بایستی بالایی دمای بتای ترانساز انجام شود. هنگام انجام رسوب سختی، عمل حلالیت و پیری (STA) می‌تواند در طیف گسترده‌ای از سطح استحکام و شکل پذیری، بسته به چرخه (STA) اندازه دانه آن دارد. علاوه بر این، عمل حلالیت و پیری بیش از حد (STOA) می‌تواند در نتیجه افزایش استحکام، با چقرمگی رضایت بخش و ثبات ابعادی باشد. 

## کاربردهای تیتانیوم Ti 6Al-4V ELI
تیتانیوم 6Al-4v و Ti 6Al-4V ELI، آلیاژهای ساخته شده از 6% آلومینیوم و 4% وانادیوم بوده و رایج‌ترین نوع از تیتانیوم مورد استفاده در پزشکی می‌باشند. به دلیل هماهنگی آن با بدن انسان، از این آلیاژ تیتانیوم در پروسه‌های پزشکی و همچنین در پریسینگ بدن استفاده می‌شود. این آلیاژهای به Grade 5 و Grade 23 شناخته می‌شوند و یکی از آشناترین و قابل دسترس از تیتانیوم در ایالات متحده با تعدادی از توزیع کنندگان و متخصصان در این گریدها خاص هستند.

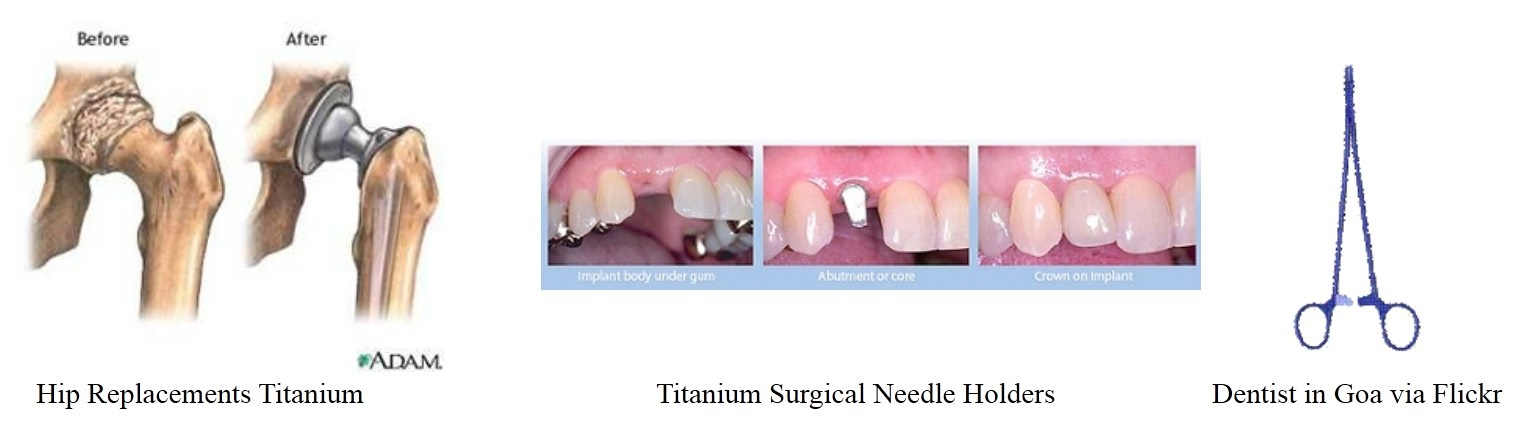
مثال‌هایی از کاربردهای تیتانیوم در صنعت پزشکی.

تیتانیوم 6Al-4v و Ti 6Al-4V ELI، مقاومت به شکست بالایی داشته و در ایمپلنت دندان استفاده می‌شود. و همچنین در ساخت وسایل جراحی، پین و پیچ ارتوپدی، ارتودنسی، دستگاه فیکس‌کننده استخوان، مفصل مصنوعی و در صنعت بیومتریال در طیف گسترده، بهره گرفته می‌شود. در شکل نشان داده شده مثال‌هایی از کابرد آن‌ها آورده شده‌است.